# Mouton Charollais
Pour les articles homonymes, voir Charolais.
Le mouton charollais est une race ovine française originaire de la région du Charolais. Elle est issue du croisement de moutons locaux avec des béliers Leicester originaires du Royaume-Uni, et fait l'objet depuis lors d'une sélection sur les aptitudes bouchères.
C'est un mouton blanc à tête parfois teintée de rouge ou de gris. Il a de très bonnes aptitudes à la reproduction et est très prolifique. Par ailleurs, la bonne production laitière des mères permet une croissance rapide des agneaux. Ceux-ci présentent à l'abattage une carcasse avec un bon rendement et peu de graisse. C'est également une race rustique, capable de s'adapter à des climats différents. On l'élève souvent en plein air avec un agnelage en fin d'hiver et des agneaux engraissés au pâturage.
Toutes ces qualités font du mouton charollais une race populaire en France, mais également à l'étranger où elle se développe rapidement.

## Origine
Le mouton charollais est issu de la région du Charolais, en Bourgogne. Dans cette région, et dans le massif du Morvan tout proche est élevé à la fin du XVIIIe siècle la morvandelle, une brebis locale qui approvisionne en viande le marché parisien. Un temps mise de côté au profit de moutons mérinos implantés dans la région pour produire de la laine, les brebis morvandelles redeviennent communes dans les élevages quand l'industrie lainière connaît sa première crise dans les années 1820. Au cours du XIXe siècle, on cherche à améliorer cette race en croisant les brebis locales à des béliers de race leicester, d'origine anglaise. C'est ainsi que naît le mouton charollais, appelé ainsi pour la première fois à cette époque.
Au début du XXe siècle ce mouton, que l'on connaît également sous l'appellation « mouton de pays », est très répandu dans la région. Les effectifs sont toutefois mis à mal après la Première Guerre mondiale par l'importation d'animaux de race southdown. La sélection draconienne des animaux charollais sur la conformation et la faible teneur en gras permettent le retour progressif de la race sur le devant de la scène à partir des années 1950. Le nom de mouton charollais est définitivement adopté en 1963 pour désigner la race, lors de la création du livre généalogique. La race est finalement reconnue en 1974.
Le mouton charollais connaît un développement important dans la seconde moitié du XXe siècle, et devient une des races ovines majeures avec environ 380 000 brebis de race pure.

## Description

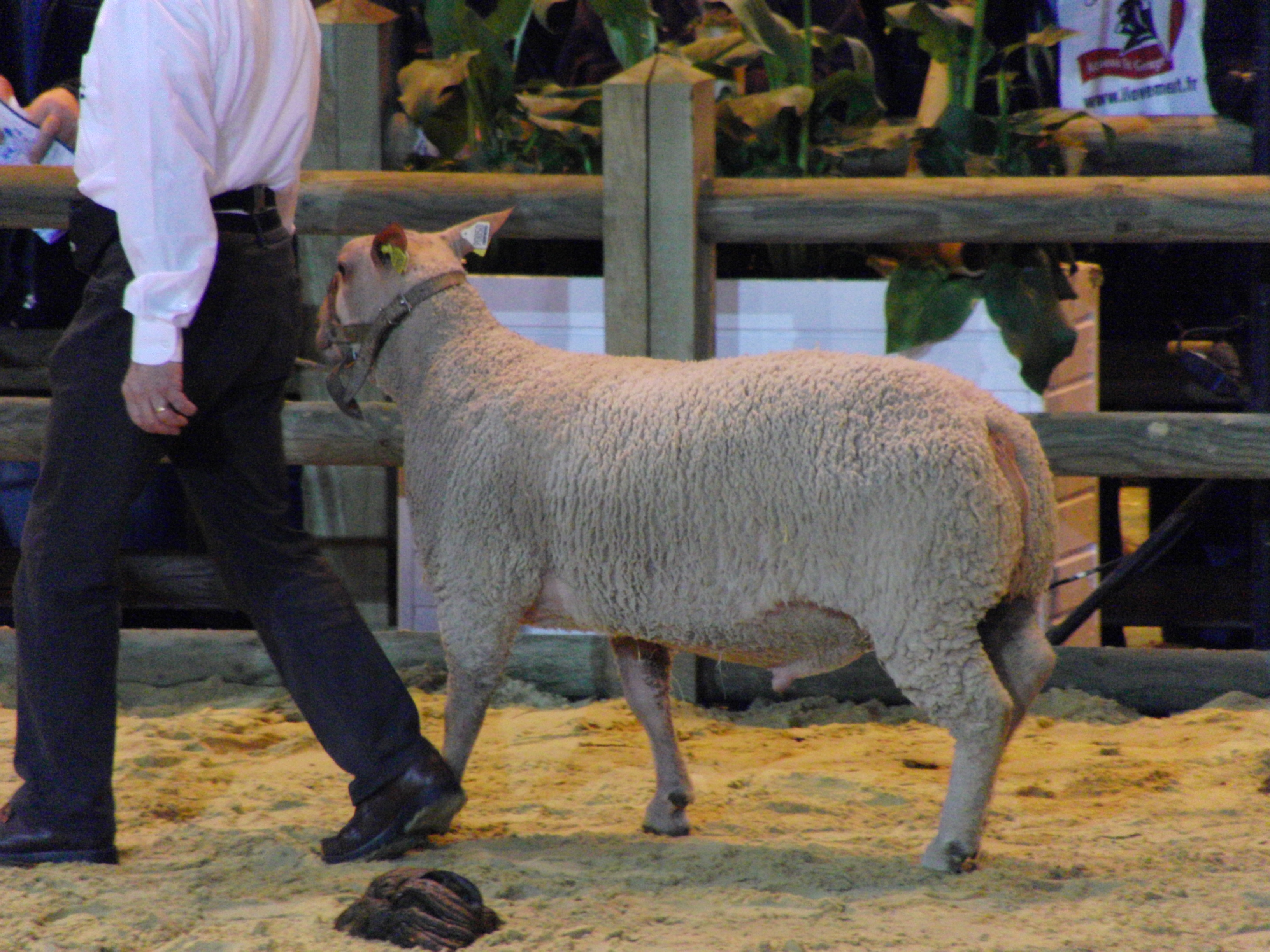
Mouton charollais au Salon de l'agriculture 2010.

Le mouton charollais est un mouton à laine blanche courte et fine, qui ne couvre ni les pattes ni la tête. Celle-ci est de couleur plus ou moins rosée, avec parfois de petits points gris. Elle porte des oreilles fines assez longues, de couleur similaire. Le front est large et les orbites sont assez écartés. Le charollais a un tronc assez long, avec un dessus musclé, une poitrine large et descendante et des épaules soudées. Il a des gigots épais, et de bons aplombs.
Les béliers pèsent en moyenne 135 kg, et les brebis 90 kg.

## Aptitudes

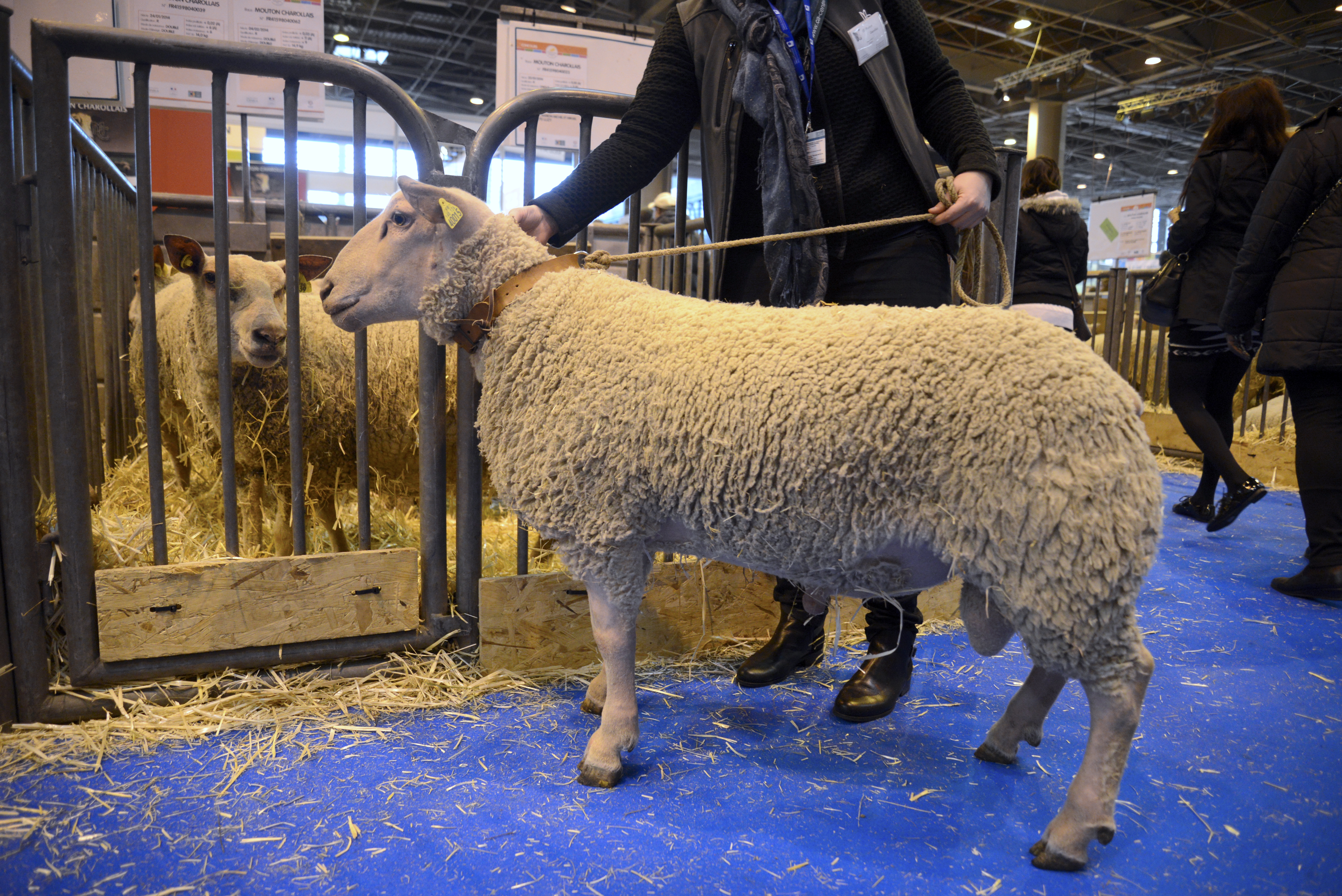
Moutons Charollais au Salon International de l'Agriculture, le 22 février 2015 à Paris.

Le mouton charollais est une race rustique, bien adaptée à l'élevage en plein air. C'est un de moutons de viande les plus prolifiques avec en moyenne 1,9 agneau par portée. La très bonne valeur laitière des mères permet en outre d'élever facilement ces agneaux et de leur assurer une bonne croissance (250 g par jour pour les doubles et 300 g pour les simples). Les agnelages se déroulent facilement. Les brebis sont précoces, pouvant être mises à la reproduction dès l'âge de 7 mois, et très fertiles.
Par ailleurs, le mouton charollais est un mouton avec une bonne conformation qui fournit des carcasses d'excellente qualité, avec un rendement atteignant 55 %, et cela sans excès de gras pouvant rebuter les consommateurs. Cela en fait une race prisée en croisements, pour améliorer la croissance et la conformation d'autres races.

## Élevage
Le mouton charollais est typiquement une race d'herbage, qui est souvent élevé en plein air ou en semi-plein air, avec un agnelage de fin d'hiver et des agneaux engraissés avec leurs mères au pâturage. Les agneaux sont abattus entre 110 et 120 jours, et pèsent entre 36 et 40 kilos.

## Sélection

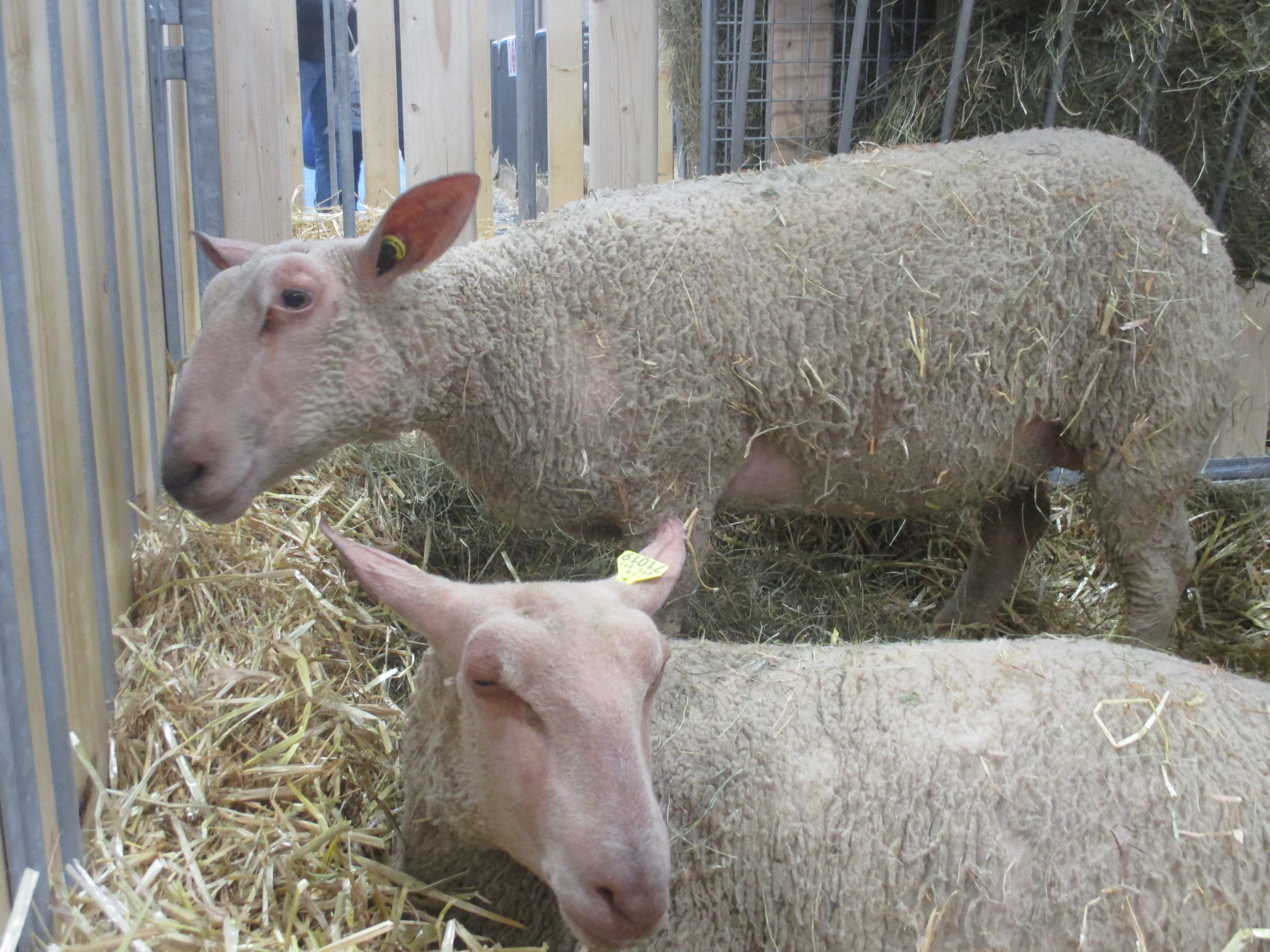
Moutons charollais.

La race est gérée par l'OS Mouton Charollais. On compte environ 10 000 brebis inscrites au livre généalogique de la race détenues par 150 éleveurs.
Les objectifs de sélection actuelles sont le maintien des qualités de reproduction et d'allaitement actuelles et l'amélioration des aptitudes bouchères, à travers de meilleures performances de croissance et de conformation. Pour cela, les organismes liés à la race disposent d'un schéma s'appuyant notamment sur des contrôles de performances des animaux en ferme. Ces contrôles permettent d'observer la valeur génétique des femelles, et de sélectionner les meilleurs de leurs agneaux. Ainsi, 230 béliers sont contrôlés individuellement en station pour connaître leurs performances dans des conditions identiques. Les animaux ayant obtenu les meilleurs résultats de croissance, conformation et état d'engraissement lors de ces contrôles en station sont sélectionnés pour être utilisés en insémination artificielle.

## Diffusion
À l'origine, la morvandelle, de laquelle est issue le mouton charollais, était présente dans le Morvan, la plaine de la Bresse et le charolais. Les progrès importants réalisés au XXe siècle ont permis son développement au-delà de sa région d'origine. Aujourd'hui, on le trouve un peu partout en France et plus particulièrement en Bourgogne, dans le Massif central, en Poitou-Charentes, Limousin et le dans Sud-Ouest.
Le mouton charollais n'a pas stoppé son effort aux frontières du pays. C'est une race très populaire à l'étranger, qui représente de 40 à 50 % des exportations de génétique ovine en France. Des animaux reproducteurs sont dirigés régulièrement vers le Canada, la Chine, la République tchèque, le Royaume-Uni, la Suisse ou la Turquie. Ainsi, 20 pays élèvent des moutons charollais à l'heure actuelle.